# Улугушська сільська рада
Улугу́шська сільська рада (рос. Улугушский сельский совет) — сільське поселення у складі Катайського району Курганської області Росії.
Адміністративний центр — село Улугушське.
Населення сільського поселення становить 107 осіб (2017; 161 у 2010, 397 у 2002).

## Склад
До складу сільського поселення входять:
| Населений пункт     | Населення, осіб (2002) | Населення, осіб (2010) |
| ------------------- | ---------------------- | ---------------------- |
| Балінське, присілок | 111                    | 49                     |
| Соколовка, присілок | 84                     | 32                     |
| Улугушське, село    | 202                    | 80                     |